# Semizotu amb iogurt
Yoğurtlu semizotu (verdolaga amb iogurt), Semizotu mezesi (meze de verdolaga), o Yoğurtlu semizotu salatası (amanida de verdolaga amb iogurt) és un plat fred de la cuina turca que es pot considerar tant un entrant com un meze, fet amb verdolaga i iogurt. S'utilitzen les fulles molt ternes de verdolaga per a fer aquest plat. (Si les fulles són dures, es poden bullir una mica.) Després s'hi afegeix oli d'oliva, sal i pebre negre i tot això es cobreix amb una salsa de iogurt amb all, molt freqüent a Turquia, o iogurt. En tot cas, és millor de no utilitzar el iogurt ordinari sinó el iogurt filtrat anomenat "süzme yoğurt" en turc. Hi ha qui prefereix afegir una mica de cogombre tallat en rodelles fines, i hi escampa anet picat i pul biber a sobre.
Aquest plat ha de ser consistent, sense aigua. Es pot menjar com una amanida o un entrant o consumir com a meze (tapa) amb el rakı. A Turquia també es fa una amanida amb verdolaga i altres verdures, especialment amb la varietat silvestre.
A Muğla, també es fa amanida de verdolaga (semizotu salatası). En aquesta ciutat i als seus voltants, el semizotu amb iogurt s'anomena "semizotu yoğurtlaması".